# Bultaco Gaviota
La Bultaco Gaviota fou un prototipus d'escúter que construí Bultaco el 1970. Molt proper per concepte als actuals escúters de roda alta, fou dissenyat per Francesc Xavier Bultó i se'n construí només una unitat, ja que es tractava d'un regal d'aniversari del fundador de Bultaco per a la seva filla Inés (Bultó ideà la moto específicament per a ella, per tal que la pogués conduir còmodament per Barcelona). La Gaviota continua actualment en mans de la seva primera i única propietària.

## Característiques
La Gaviota és a mig camí entre un escúter i una motocicleta convencional. Concretament, es tracta d'una adaptació del model Mercurio 200 a un ús urbà net i còmode, dotada d'un peculiar aspecte en què hi destaca el seu parabrisa i carenat frontal.
Fitxa tècnica
| Bultaco Gaviota | Bultaco Gaviota | Bultaco Gaviota |
| --------------- | --------------- | --------------- |
| Id. Model       | 72              |                 |
| Núm. Sèrie      | 72.000.001      |                 |
| Any             | 1970            |                 |
| Motor           | Monocilíndric   |                 |
| Cicle           | 2T              |                 |
| Refrigeració    | Per aire        |                 |
| CC              | 196,04          |                 |
| Frens davant    | Tambor          |                 |
| Frens darrera   | Tambor          |                 |